# Stefan Liv
Temple de la renommée du hockey suédois : 2014
Stefan Daniel Patryk Liv (né Patryk Śliż, le 21 décembre 1980 à Gdynia en Pologne, mort le 7 septembre 2011 à Iaroslavl en Russie) est un joueur professionnel de hockey sur glace évoluant au poste de gardien de but suédois,. Il est médaillé d'or avec la Suède aux Jeux olympiques de Turin (2006).

## Biographie

### Carrière en club

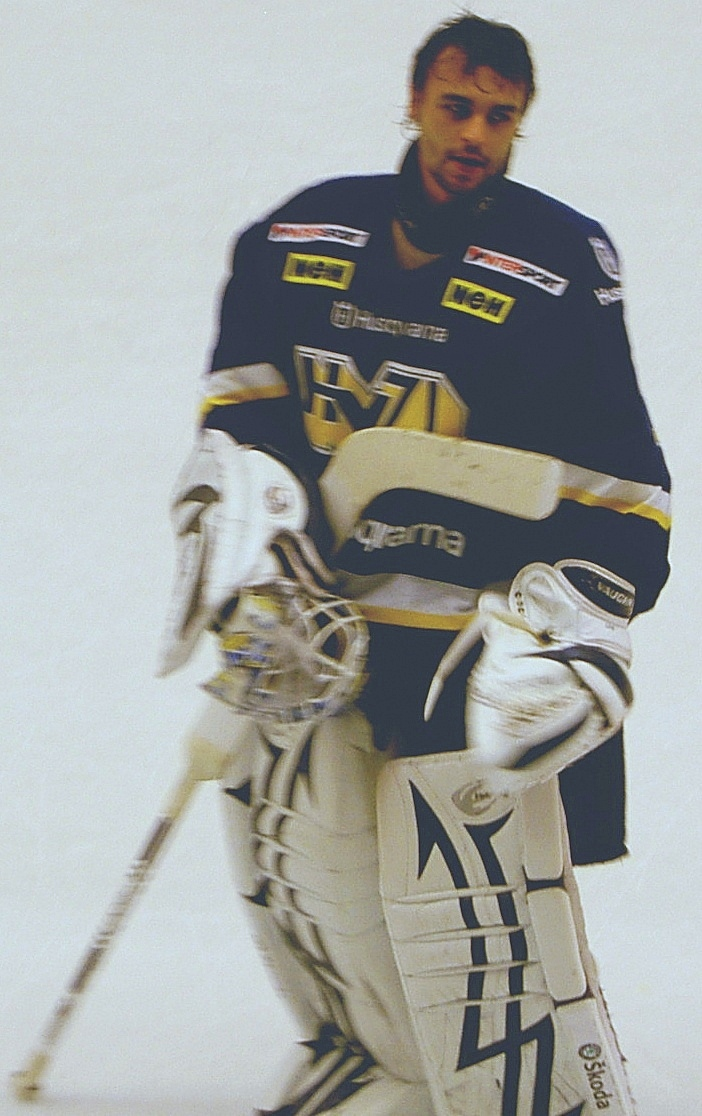
Stefan Liv en 2007.

En 1999, il débute avec le HV 71 en Elitserien. Il a été repêché par les Red Wings de Détroit au 3e tour du repêchage d'entrée dans la LNH 2000, 102e au total. Il est très agile, a un bon déplacement latéral et possède un style peu orthodoxe qui ne va pas sans rappeler un peu celui du légendaire Dominik Hašek. Pour la 2006-2007, il obtient une chance de valoir chez les Wings avec un contrat d'un an, mais est assigné dans le club-école des Red Wings, les Griffins de Grand Rapids dans la Ligue américaine de hockey. En 2010, après un retour au HV 71, il signe au Sibir Novossibirsk dans la Kontinentalnaïa Hokkeïnaïa Liga.
Le 7 septembre 2011, il meurt dans l'accident de l'avion transportant le Lokomotiv Iaroslavl à destination de Minsk en Biélorussie. L'avion de ligne de type Yakovlev Yak-42 s'écrase peu après son décollage de l'aéroport Tounochna de Iaroslavl, faisant 44 morts parmi les 45 occupants,.
Son numéro 1 est retiré par le HV71.

### Carrière internationale
En 2006, il a été médaillé d'or avec la Suède aux Jeux Olympiques de Turin (Italie) et aux Championnats du monde.
Il a participé aux Jeux Olympiques de 2010 à Vancouver ainsi qu'aux championnats du monde de 2002 (médaillé de bronze), 2004, 2005 (n'a pas joué), 2008 et 2009 (médaillé de bronze).
Il compte 140 sélections dans l'équipe des Tre Kronor.

## Trophées et honneurs personnels
- KHL
  - 2011 : participe avec l'équipe Est au troisième Match des étoiles.
- LG Hockey Games
  - 2011 : nommé dans l'équipe type.
  - 2011 : nommé meilleur gardien.